# Akira Haraguchi
Akira Haraguchi (1946- ). Ingeniero y terapeuta mental japonés conocido por batir el récord mundial de memorización de dígitos del Número π (pifilología) en diversas ocasiones. El récord actual está en 100.000 dígitos conseguido el 3 de octubre de 2006.
Akira empezó a recitar los decimales Pi en el salón de plenos del ayuntamiento de Kisarazu, Japón, tardó un total de 16 horas y media para recitar todos los dígitos que había memorizado sin cometer ningún error. Durante el recital Akira fue vigilado mediante un exhaustivo control para cerciorarse que no podía obtener información externa, permitiéndole un descanso de diez minutos cada dos horas. Para memorizar usó su propia técnica, rimar los números con palabras japonesas.
- Datos: Q588572